# كونغوستو (محطة مترو أنفاق مدريد)
كونغوستو (بالإسبانية: Congosto)‏ هي محطة مترو أنفاق في مدريد في إسبانيا، تقع على الخط رقم 1.